# Апостольский нунций в Италии
Апостольский нунций в Итальянской Республике — дипломатический представитель Святого Престола в Италии. Данный дипломатический пост занимает церковно-дипломатический представитель Ватикана в ранге посла. Апостольская нунциатура в Италии была учреждена на постоянной основе в 1929 году, после подписания Латеранских соглашений и урегулировании т. н. «Римского вопроса». Её штаб-квартира находится в Риме. Апостольский нунций в Италии также является по совместительству апостольским нунцием в Сан-Марино.
В настоящее время Апостольским нунцием в Италии и Сан-Марино является архиепископ Петар Ражич, назначенный Папой Франциском 11 марта 2024 года.

## История
Отношения Святого Престола с Итальянским королевством были трудными во времена понтификатов Пап Пия IX и Льва XIII, которые находились на положении «узника Ватикана» после взятия Рима. Лев XIII запретил католикам участвовать в выборах и обвинил итальянское государство, что оно находится под контролем масонов.
Только при Пие XI были подписаны Латеранские соглашения, создавшие государство Ватикан и обеспечившие папскую независимость от итальянского государства. При Пие XII и Павле VI Христианско-демократическая партия процветала и оказывала большое влияние на итальянскую политику. Оказывал влияние на политическую жизнь Италии и сам папа.

## Ватиканские дипломатические представительства в Италии
Благодаря договорам между Италией и Ватиканом в связи с небольшим размером государства-города Ватикан посольства, аккредитованные при Святом Престоле, находятся на итальянской территории. Посольство Италии в Ватикане уникально среди иностранных посольств тем, что оно является единственным посольством, находящимся на своей собственной территории.
Святой Престол поддерживает официальные дипломатические отношения с 176 суверенными государствами, Европейским союзом и Мальтийским орденом; 69 дипломатических миссий, аккредитованных при Святом Престоле, находятся в Риме, хотя эти страны имеют два посольства в одном и том же городе, так как по соглашению между Святым Престолом и Италией, одно и то же лицо не может быть аккредитовано одновременно для обеих сторон.
Так Италия признает Китайскую Народную Республику, и, таким образом, посольство КНР в Италии находится в Риме. Тем не менее, государство Ватикан признает Китайскую Республику (известную как «Тайвань»), и, таким образом, посольство Китайской Республики при Святом Престоле также находится в Риме. Италия была первой страной, признавшей Святой Престол в качестве суверенного государства, её посольство было первым, которое было учреждено.

## Апостольские нунции в Италии
- Франческо Боргоньини Дука (30 июня 1929 — 12 января 1953);
- Джузеппе Фьетта (26 января 1953 — 15 декабря 1958);
- Карло Грано (14 декабря 1958 — 26 июня 1967);
- Эгано Риги-Ламбертини (8 июля 1967 — 23 апреля 1969);
- Ромоло Карбони (26 апреля 1969 — 19 апреля 1986);
- Луиджи Поджи (19 апреля 1986 — 9 апреля 1992);
- Карло Фурно (15 апреля 1992 — 26 ноября 1994);
- Франческо Коласуонно (12 ноября 1994 — 21 февраля 1998);
- Андреа Кордеро Ланца ди Монтедземоло (7 марта 1998 — 17 апреля 2001);
- Паоло Ромео (17 апреля 2001 — 19 декабря 2006);
- Джузеппе Бертелло (11 января 2007 — 1 октября 2011);
- Адриано Бернардини (15 ноября 2011 — 13 сентября 2017, в отставке);
- Эмиль-Поль Шерриг (13 сентября 2017 — 11 марта 2024, в отставке);
- Петар Ражич (11 марта 2024 — по настоящее время).